# Ривердејл (Вирџинија)
Ривердејл (енгл. Riverdale) насељено је место без административног статуса у америчкој савезној држави Вирџинија.

## Демографија
По попису из 2010. године број становника је 956.
| Група             | 2000.    | 2010.       |
| Белци             | 0 (0,0%) | 656 (68,6%) |
| Афроамериканци    | 0 (0,0%) | 260 (27,2%) |
| Азијати           | 0 (0,0%) | 1 (0,1%)    |
| Хиспаноамериканци | 0 (0,0%) | 37 (3,9%)   |
| Укупно            | 0        | 956         |